# フェラーリ・F512M
F512M(Ferrari F512 M)は、イタリアの自動車メーカー、フェラーリが1994年から1996年に製造していたスーパーカーである。

## 概要
1971年に発表された365GT4BBから、512BB、テスタロッサ、512TRと続いてきた一連シリーズの最終発展形であり、フェラーリにおいてV型12気筒エンジンをリアミッドシップに搭載する最後のカタログモデルとなった。1994年から1996年にかけて501台が生産され、フロントエンジンの550マラネロに後を譲った。
車名は512TRの改良型ということから、イタリア語のModificata（英：Modified、『改良型』の意）を略したMを末尾に付加して「F512M」となった。「512」は排気量5Lの12気筒エンジンを搭載していることを表している。
デザイン面では、フロントは512TRまで継承してきたリトラクタブル・ヘッドライトを廃して固定式に変更。リアはテスタロッサ以来の特徴であったルーバー越しのテールライトが他のモデル同様丸型4連に変更された。ボンネット左右に追加されたNACAダクトは、改良されたエアコンのコンデンサー冷却、室内へのフレッシュエアーの強制導入を増大させるもの。セミバケットタイプのシート、ダッシュボード、ドアトリム、その他に最高級コノリーレザーが採用された。フェラーリ故障診断テスターをフロントボンネット内に装着した。
シャシはチューブラーフレームで、素材はカーボンスチール鋼を基本とし、高い負荷のかかる部位には特殊クロームモリブデン鋼を用いている。シャシにスチールパネル（フロアパネル、ルーフ、リヤパネル、フロントフレームプロテクションおよびピラー）を溶接することによって強固なセンターセクション（車室内）を構成し、車両剛性の向上を図っている。フロントとリアのアンダーボディおよびリアウィングインナーパネル、エンジンベイ、ラゲッジコンパートメントはアルミ製。他のボディ各部、フロントとリヤのインナーフェンダー、フロントウィングアウターパネル、リヤエアーインテイクなどはファイバーグラス製。ドアはスチール製である。
エンジンは鍛造アルミ製ピストンを採用し燃焼室形状も一新。バルブスプリングは追従限界が10,000rpmというバリアブルピッチの物に変更。チタン製コンロッドを採用するなど軽量化が行われた。また、スピードライン製アルミホイール、4ピストンブレーキキャリパーも軽量化が行われ、BOSCH製ABSが装着された。